# Josephine Hull
Josephine Hull, ursprungligen Mary Josephine Sherwood, född 3 januari 1877 i Newtonville i Newton i Massachusetts, död 12 mars 1957 i New York i New York, var en oscarsbelönad amerikansk skådespelerska och teaterregissör.

## Bakgrund
Hull föddes 1877 – men påstod längre fram i livet att hon var född senare – i Newtonville (idag en del av staden Newton) i Massachusetts, som dotter till William H. Sherwood och Mary Elizabeth Tewkesbury. Hull gick på New England Conservatory of Music i Boston och sedan på Radcliffe College i Cambridge, Massachusetts.

## Karriär

### Scenen
Hull gjorde sin scendebut 1905, och efter några år som en refrängflicka och turnerande teaterspelare gifte hon sig 1910 med skådespelaren Shelly Hull, äldre bror till skådespelaren Henry Hull. Efter makens tidiga död drog hon sig tillbaka men gjorde comeback 1923 under namnet Josephine Hull. Hon och Shelly Hull hade inga barn.
Hull hade sin första stora framgång i George Kellys Pulitzervinnande Craigs fru 1926. Kelly skrev en roll för henne i sin nästa pjäs, Daisy Mayme, som också hade premiär 1926. Hon fortsatte att arbeta i New Yorks teater under hela 1920-talet. Under 30- och 40-talet dök Hull upp i tre Brodwaysuccéer, som matriark i You Can't Take It with You (1936), som en mordisk gammal dam i Arsenik och gamla spetsar (1941) och i pjäsversionen av Min vän Harvey (1944). Alla framfördes en längre period och tog upp tio år av Hulls karriär.
Hennes sista Broadwaypjäs, Solid Gold Cadillac (1953-1955), gjordes senare till en film med den mycket yngre Judy Holliday.

### Film
Hull gjorde sex filmer med en början 1927 med en liten roll i Clara Bows Get Your Man, följt av The Bishop's Candlesticks 1929. Det följdes av två Foxproduktioner, After Tomorrow (reprisering av hennes pjäsroll) och The Careless Lady. Hon fick inte reprisera sin roll i Komedin om oss människor 1938, eftersom hon fortfarande var på scen med pjäsversionen. Istället fick Spring Byington göra Hulls roll filmversionen. Hull och kanadensaren Jean Adair spelade 1944 Brewstersystrarna i filmen Arsenik och gamla spetsar med Cary Grant. Hull var också med i filmatiseringen av Min vän Harvey, där hon spelade James Stewarts syster. Det var för den rollen som Hull vann sin Oscar för bästa kvinnliga biroll, och det var också hennes enda nominering till priset.
Efter Min vän Harvey gjorde Hull bara en film till, The Lady from Texas (1951). Hon dök också upp i CBS TV-version av Arsenik och gamla spetsar 1949, med Ruth McDevitt, en skådespelerska som ofta tagit över Hulls Broadwayroller, som hennes syster.

## Senare år och död
Hull avslutade sin karriär 1955 och dog i Bronx 1957 i samband med en hjärnblödning. Hon blev 80 år.

## Broadway

### Som skådespelare
- The Bridge (4 sep 1909 - okt 1909, krediterad som Josephine Sherwood)
- The Law and the Man (20 dec 1906 - feb 1907, krediterad som Josephine Sherwood) Roll: Cosette (Ersättare)
- Neighbors  (26 dec 1923 - jan 1924) Roll: Mrs. Hicks
- Fata Morgana (3 mar 1924 - sep 1924) Roll: Georges mor
- Rosmersholm  (5 maj 1925 - maj 1925) Roll: Madame Helseth
- Craig's Wife (12 okt 1925 - aug 1926) Roll: Mrs. Frazier
- Daisy Mayme  (25 okt 1926 - jan 1927) Roll: Mrs. Olly Kipax
- The Wild Man of Borneo (13 sep, 1927 - sep 1927) Roll: Mrs. Marshall
- March Hares  (2 apr 1928 - apr 1928) Roll: Mrs. Janet Rodney
- The Beaux Stratagem (4 jun 1928 - jun 1928) Roll: Receptionist
- Hotbed (8 nov 1928 - nov 1928) Roll: Hattie
- Before You're 25 (16 apr 1929 - maj 1929) Roll: Cornelia Corbin
- Those We Love (19 fe, 1930 - apr 1930) Roll: Evelyn
- Midnight (29 dec 1930 - feb 1931) Roll: Mrs. Weldon
- Unexpected Husband (2 jun 1931 - sep 1931) Roll: Mrs. Egbert Busty
- After Tomorrow (26 aug 1931 - nov 1931) Roll: Mrs. Piper
- A Thousand Summers (24 maj 1932 - jul 1932) Roll: Mrs. Thompson
- American Dream (21 feb 1933 - mar 1933) Roll: Martha, Mrs. Schuyler Hamilton
- A Divine Drudge (26 okt 1933 - nov 1933) Roll: Frau Klapstuhl
- By Your Leave (24 jan 1934 - feb 1934) Roll: Mrs. Gretchell
- On to Fortune (4 feb 1935 - feb 1935) Roll: Miss Hedda Sloan
- Seven Keys to Baldpate (27 maj 1935 - jun 1935) Roll: Mrs. Quinby
- Night In the House (7 nov 1935 - nov 1935) Roll: Lucy Amorest
- You Can't Take It With You (14 dec 1936 - dec 1938) Roll: Penelope Sycamore
- An International Incident (2 apr 1940 - apr 1940) Roll: Mrs. John Wurthering Blackett
- Arsenik och gamla spetsar (10 jan 1941 - jun 1944) Roll: Abby Brewster
- Min vän Harvey (1 nov 1944 - jan 1949) Roll: Veta Louise Simmons
- Minnie and Mr. Williams (27 okt 1948 - okt 1948) Roll: Minnie
- The Golden State (25 nov 1950 - dec 1950) Roll: Mrs. Morenas
- Whistler's Grandmother (11 dec 1952 - jan 1953) Roll: Kate
- The Solid Gold Cadillac (5 nov 1953 - feb 1955) Roll: Mrs. Laura Partridge

### Som regissör
- Why Not? (25 dec 1922 - apr 1923, krediterad som Mrs. Shelley Hull)
- The Rivals (7 maj 1923 - maj 1923, krediterad som Mrs. Shelley Hull)
- The Habitual Husband (24 dec 1924 - jan 1925)

## Filmografi
| År   | Film                      | Roll                | Notering                                                                              |
| ---- | ------------------------- | ------------------- | ------------------------------------------------------------------------------------- |
| 1929 | The Bishop's Candlesticks |                     |                                                                                       |
| 1932 | Careless Lady             | Aunt Cora           |                                                                                       |
| 1932 | After Tomorrow            | Mrs. Piper          |                                                                                       |
| 1944 | Arsenik och gamla spetsar | Aunt Abby Brewster  |                                                                                       |
| 1950 | Min vän Harvey            | Veta Louise Simmons | Oscar för bästa kvinnliga biroll Golden Globe Award för bästa kvinnliga biroll - Film |
| 1951 | The Lady from Texas       | Miss Birdie Wheeler |                                                                                       |